# Kobose
kobose（コボウズ）は、日本のロックバンドである。

## 概要
2001年に高校の音楽仲間を中心に東京にて「kobose/コボウズ」結成。2004年までに通算でインディーズ3枚のミニアルバムをリリース。2005年『Bass Magazine』20周年コンピレーションアルバム『THE BASS & Groove』に最年少ベーシストとしてShigeが参加している。
2017年12月25日、約7年ぶりのLIVEを神戸で行った。この日のライブメンバーは、SHIGE (Bass,Vo）、UNIKON (Gt）※元Kozak、banri shiraiwa (Gt,Cho）、Yo Asai (Dr)の４名。

## バンド名の表記について
結成当初は大文字での表記だったが、アルバム「BIGMAN」の頃から小文字表記となっている。

## メンバー
- Shige（ベース・ヴォーカル）

現在は、男女ポップデュオDadaD(ダーダーダー)で活動中。
DadaDほか、Shigekuni（読み：シゲクニ）名義のソロ活動では、様々なアーティストのプロデュース、アレンジ、音楽制作、録音、ミックス、CM音楽制作など。2016年、みうらじゅん原作・安齋肇が初監督を務める映画『変態だ』（おっさん役）出演。
愛用Bassは「ATLANSIA/アトランシア」。
- Kozak（ギター）
- Hummer Murakami（ドラム）
- Arita Shohei（ギター）

### 元メンバー
- Cherry（ドラム）(アルバム「BIGMAN」)
- Chicchi（ドラム）(アルバム「爆発」〜「コボウズ」)
- Shiraiwa Banri（ギター)(アルバム「コボウズ」)

## ディスコグラフィー

### アルバム
- BIGMAN（2001年）

1. BIG MAN
2. FOG
3. FUNGO!!
4. PERMANENT HIGH
5. ZERON
6. GOD
7. ECOLOGY
8. シークレットトラック

- 爆発 (2002年)

1. BRIDGE
2. FLOWER
3. MIRACLE FARMER (MV https://www.youtube.com/watch?v=uOc9Pnj0644)
4. HAZAMANITE
5. GET WET

- Alternative Face (2003年)

1. My Memory (MV https://www.youtube.com/watch?v=nS1p4rx42Og)
2. Blow Away
3. Feeling Good!!!
4. A secret rendez-vous
5. Goodbye My Bicycle

- コボウズ (2008年)

1. coffee house
2. si si ciao
3. mama dance  (MV https://www.youtube.com/watch?v=QYIr_7Q4ViY)
4. トシノマホウ
5. mr.aventure|sweet lullaby (bonus track)

### 他音源
・Miracle Farmer（コンビニ限定配信ミュージックデリ）配信日2001年頃 ※アルバム「爆発」収録の音源とは別の録音
・Ugomeki（コンピレーションアルバムSpiritual Noise Vol.2に収録）2003/08/08発売